# Вэнь-цзы
Вэнь-цзы (кит. 文子) — трактат, принадлежащий к древнейшим памятникам философской мысли Китая. Дата написания — V—III вв. до н. э. Автором считается мудрец Вэнь-цзы, якобы бывший учеником самого Лао-цзы. В трактате, в основном развивающем положения даосской философии, содержатся следы влияния конфуцианства, а также идей Мо-цзя и легизма. Современные исследователи предполагают, что ряд описанных в трактате ситуаций позаимствован как из текстов эзотерических школ того времени, так и из народного фольклора.
Форма изложения материала в «Вэнь-цзы» — сочетание диалогов и монологов. В современном русскоязычном интернете он часто фигурирует под заголовком «Познание тайн». Но если опираться на значение иероглифов, то название получается существенно иным (文 — «письменность, язык», 子 — «мудрец, человек, сын, мастер»). Также 文 («вэнь») иногда относят к человеку, являющемуся знатоком культуры, отлично владеющим письменной речью.
В начале н. э. ряд южных даосских школ признавал «Вэнь-цзы» более важным, чем «Дао дэ цзин». В VII—IX вв. н. э. трактат получил название «Тун сюань чжэнь цзин» и почитался как равный по значению с «Дао дэ цзином» и «Чжуан-цзы»
Первое задокументированное упоминание о «Вэнь-цзы» относится к II—I вв. до н. э., оно встречается труде историографа Сыма Цяня «Ши-цзи». В связи с этим долгое время существовала версия, относящая дату написания «Вэнь-цзы» именно к этому периоду. Только в 1973 г. в ходе раскопок ханьских погребений на территории уезда Динсин (пров. Хэбей, Китай) были обнаружены бамбуковые дощечки, позволившие более правильно определить время написания «Вэнь-цзы».